# Boeing XB-15
El Boeing XB-15 (Boeing 294) fue un bombardero estadounidense diseñado en 1934 como ensayo para el Cuerpo Aéreo del Ejército de los Estados Unidos (USAAC), para ver si sería posible construir un bombardero pesado con un alcance de 5000 millas (8000 km). Al año del inicio, a mitad de 1935, fue designado XBLR-1. Cuando voló por primera vez en 1937, era el mayor y más voluminoso avión nunca construido en los Estados Unidos. Estableció una cantidad de récords de carga en altitud para aviones basados en tierra, incluyendo una carga de 14 154 kg a 2500 m, el 30 de julio de 1939.
El inmenso tamaño del avión permitía a los ingenieros de vuelo entrar en el ala a través de un pasadizo y hacer reparaciones menores en vuelo. Un vuelo de 8000 km duraba 33 horas a su velocidad de crucero de 245 km/h; la tripulación estaba compuesta por varios relevos, y unas literas les permitían dormir cuando estaban fuera de servicio.

## Diseño y desarrollo

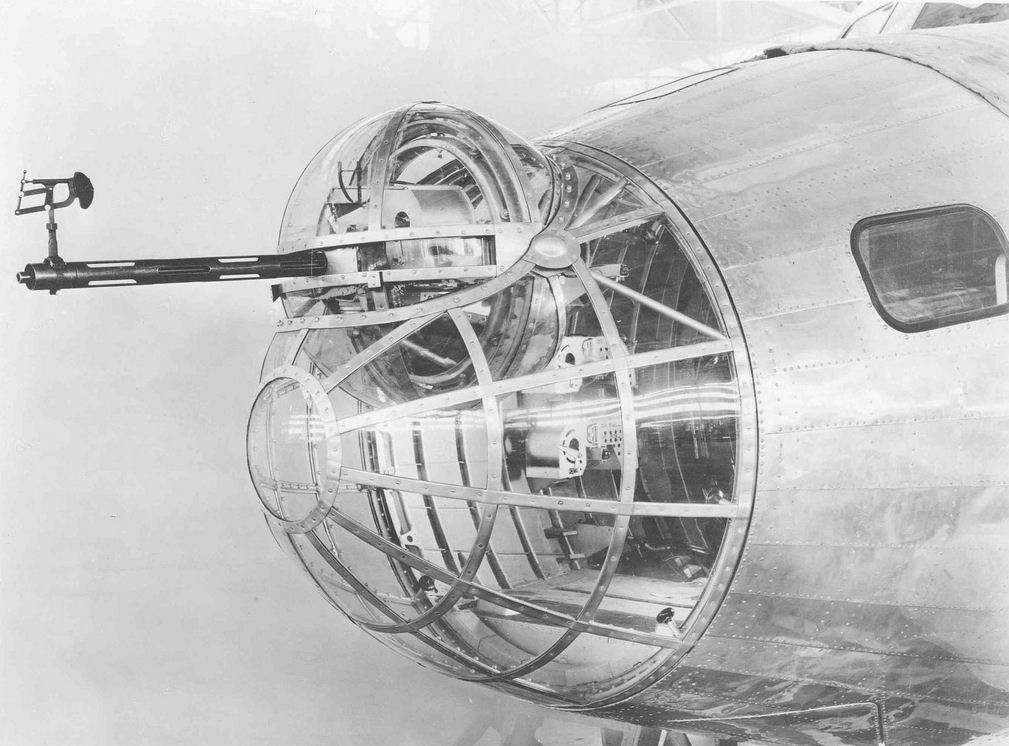
La torreta frontal de 12,7 mm del XB-15.

Las especificaciones que produjeron el XB-15 comenzaron a mitad de 1933 como "Proyecto A", debatiéndose en el USAAC acerca de la posibilidad de volar un bombardero muy grande con un alcance de 8000 km. En abril de 1934, el USAAC firmó un contrato con Boeing y Martin para diseñar un bombardero capaz de llevar 910 kg a 320 km/h más allá de los 8000 km. Boeing le dio al proyecto el nombre interno de Model 294, mientras que el USAAC lo llamó XB-15. El diseño de Martin, el XB-16, fue juzgado inferior por el USAAC antes de que el prototipo fuera construido, y fue cancelado.
El equipo de diseño de Boeing, encabezado por Jack Klystra, tenía inicialmente la intención de que el avión usara los motores en W refrigerados por líquido Allison V-3420 de 1900 kW (2600 hp); como no estaban a punto, en vez de estos se instalaron los motores radiales refrigerados por aire Pratt & Whitney R-1830 de 630 kW (850 hp).
Comenzando en agosto de 1934, Boeing empezó el diseño del Model 299 en respuesta a una propuesta del USAAC para reemplazar al bombardero Martin B-10. El equipo de diseño del Model 299 incorporó elementos del Boeing 247 y del Model 294, especialmente su uso de cuatro motores. El equipo de diseño del Model 299 trabajó junto con el equipo de Klystra, pero las dificultades en la fabricación de tan enorme avión ralentizaron el progreso del 294. El Model 299 voló primero, el 28 de julio de 1935.
A mitad de 1935, el USAAC combinó el Proyecto A con el Proyecto D; una propuesta solicitando "el máximo alcance realizable en el futuro". El programa combinado fue designado BLR por "Bombardero, Largo Alcance" (Bomber, Long Range). El XB-15 fue renombrado XBLR-1; fue reunido bajo el programa BLR con otros dos proyectos: uno de Douglas Aircraft, el XBLR-2 que más tarde se convertiría en el XB-19; y otro de Sikorsky Aircraft llamado XBLR-3, más tarde cancelado. El año siguiente, el XBLR fue abandonado y el prototipo de Boeing fue designado de nuevo XB-15.
Las características inusuales en que el XB-15 fue pionero incluían un piloto automático, equipamiento anti hielo y dos generadores de gasolina usados como unidades de potencia auxiliar (independientes de los motores principales) para suministrar energía al sistema eléctrico de 110 voltios. Los motores principales podían ser mantenidos en vuelo usando un túnel de acceso dentro del ala. El avión contenía un considerable compartimento de la tripulación con literas, una cocina y un lavabo. Finalmente, en septiembre de 1937, la construcción finalizó, y voló por primera vez el 15 de octubre. Su tren de aterrizaje principal de ruedas dobles se mantuvo abajo desde el despegue hasta el aterrizaje. El 2 de diciembre de 1937, el XB-15 voló de Seattle a Wright Field en Ohio para ser aceptado por el USAAC para realizar pruebas.
Con los motores radiales Twin Wasp instalados (el mismo número y tipo de motores que el posterior Consolidated B-24 Liberator, con turbocompresores individuales añadidos a las plantas motrices Twin Wasp del Liberator), la velocidad especificada de 321,9 km/h para el XB-15 equipado con Twin Wasp no se alcanzaba ni siquiera cuando el avión estaba vacío; la mejor velocidad alcanzada en vuelo nivelado fue de 317 km/h. Cargado con los 907,2 kg especificados, la velocidad máxima era de unos decepcionantes 233 km/h. Fue considerado demasiado lento como avión de combate, y el proyecto fue abandonado. Sin embargo, los ingenieros de Boeing proyectaron que el prototipo sería capaz de llevar la más pesada carga aérea hasta la fecha: 3600 kg.
Los desafíos de diseño derivados del gran tamaño del XB-15 fueron difíciles de vencer, pero las lecciones aprendidas por Boeing fueron más tarde aplicadas al hidrocanoa Model 314, que esencialmente usaba el diseño del ala del XB-15 con un cuarteto de radiales más potentes Wright Twin Cyclone de catorce cilindros como propulsión. En 1938, el USAAC propuso actualizar el XB-15 para realizar el ligeramente mayor Y1B-20, otra vez usando cuatro Wright Twin Cyclone como el Boeing 314, pero el Secretario de Guerra, Harry Hines Woodring, canceló el proyecto antes de que la construcción comenzara, en favor del caro Douglas XB-19. Boeing avanzó con un rediseño interno del XB-15 llamado Model 316, un bombardero muy pesado de ala alta, cabina presurizada y tren triciclo. El Model 316 no fue construido. La progresión del trabajo de diseño comenzado con el XB-15 finalmente dio sus frutos con el Model 345 presentado al USAAC en mayo de 1940, el bombardero muy pesado que resultó en el Boeing B-29 Superfortress de las USAAF.

## Historia operacional

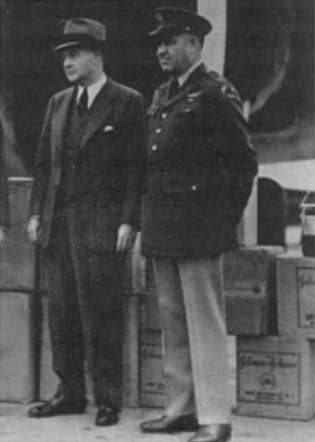
Un agente de la Cruz Roja y el Comandante Caleb V. Haynes supervisan la carga de suministros médicos de emergencia en el XB-15 a principios de 1939.

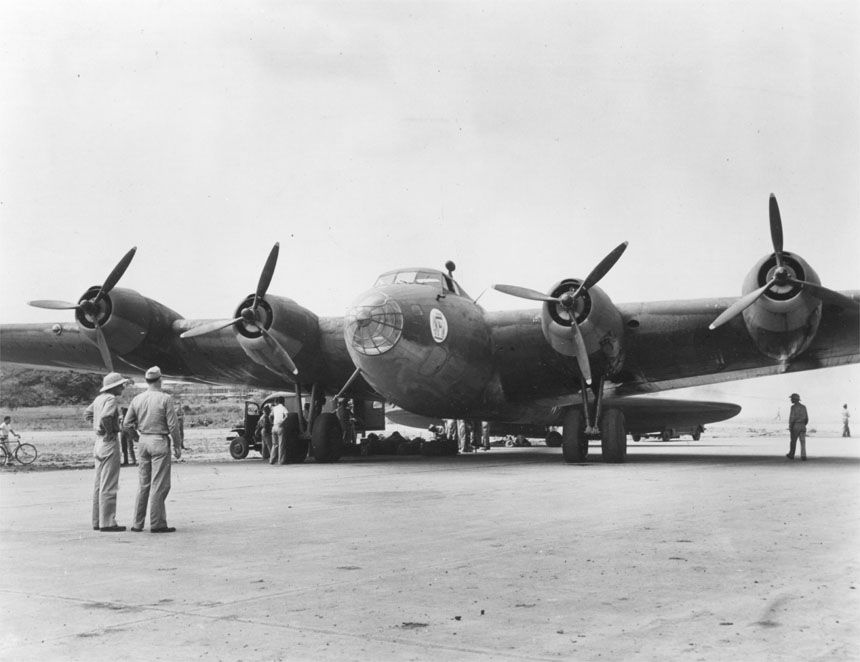
El XC-105 "Grandpappy" en Panamá.

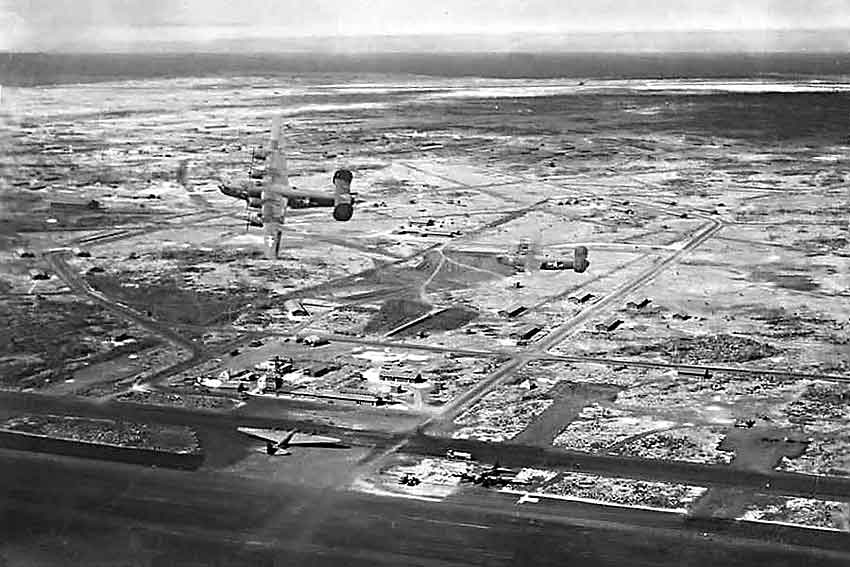
El XC-105 aparcado en la Isla Baltra en las Galápagos. Volando por encima hay dos Consolidated B-24 Liberator.

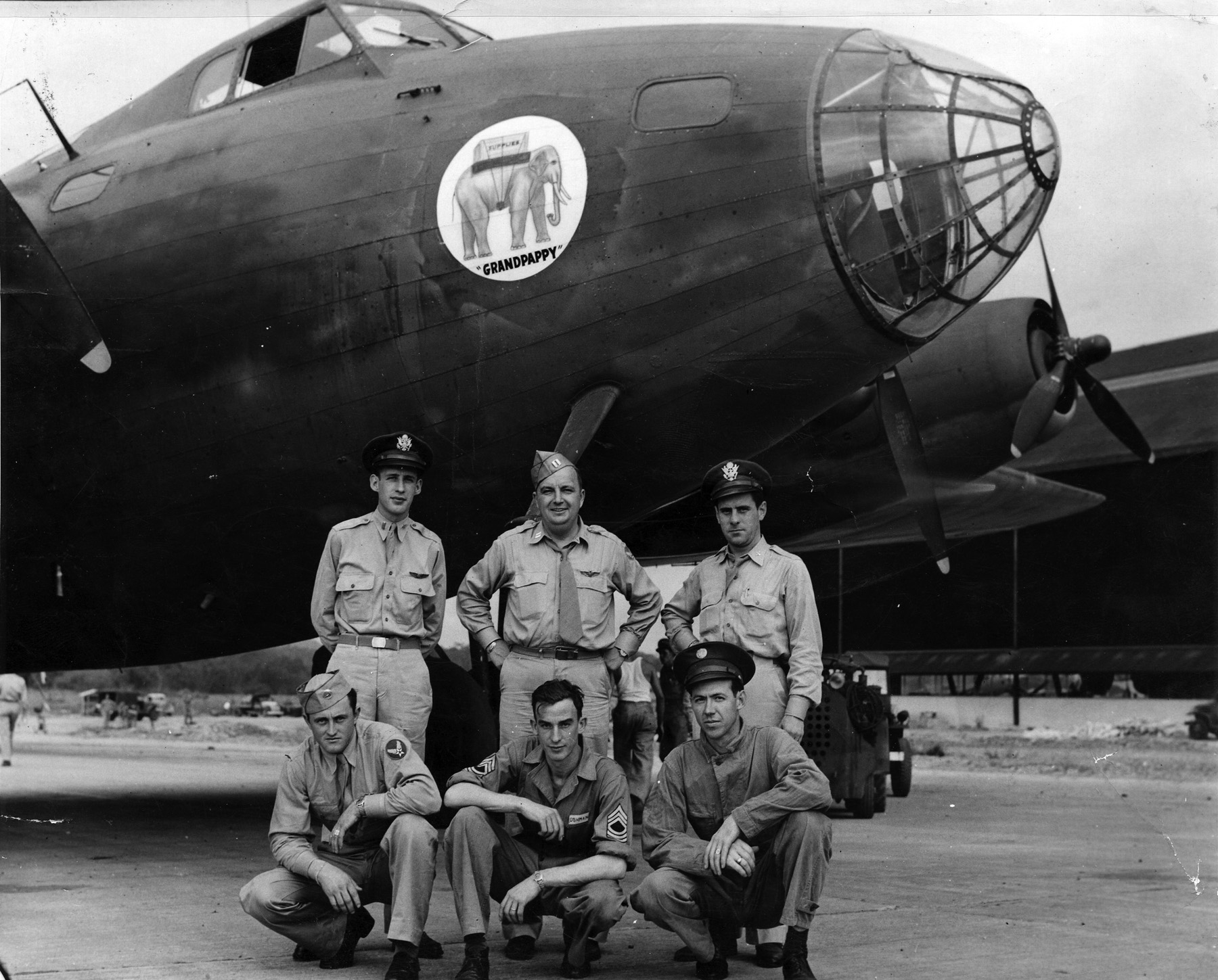
La tripulación de vuelo en frente del "Grandpappy" en Panamá en 1943. Nótese la ausencia del arma de morro.

El único prototipo fue asignado al 2nd Bombardment Group en Langley Field, Virginia. Tras el terremoto de Chillán el 24 de enero de 1939 en Chile, el prototipo voló una misión de socorro, llevando suministros médicos. Comandado por el comandante Caleb V. Haynes, el avión llevó 1470 kg de suministros de emergencia de la Cruz Roja estadounidense a Santiago, realizando sólo dos paradas en el camino, en France Field en la Zona del Canal de Panamá, y en Lima, Perú. Haynes fue recompensado con la Cruz de Vuelo Distinguido y la Orden del Mérito de Chile, y toda la tripulación ganó el Trofeo MacKay.
Haynes pilotó el XB-15 de nuevo el 10 de junio de 1939 para devolver el cuerpo del aviador mexicano Francisco Sarabia, que había muerto en un accidente en el río Potomac. Tras volver volando de Ciudad de México, Haynes y su copiloto William D. Old retomaron los vuelos de pruebas en Fairfield (Ohio), con cargas pesadas. El XB-15 elevó una carga de 10 000 kg a una altitud de 2508 m, y 14 136 kg a 2000 m, estableciendo dos récords mundiales para aviones terrestres. Haynes fue recompensado con los certificados emitidos por la Asociación Aeronáutica Nacional (NAA) de un récord internacional por "la más grande carga útil llevada a una altitud de 2000 m". El XB-15 no era rápido como bombardero, pero era el avión más rápido capaz de llevar tanto peso, y a tales distancias. En julio de 1939, Haynes recibió los certificados de la NAA de un récord de velocidad internacional en 5000 km con una carga de 2000 kg. La última actuación también estableció una récord nacional de distancia en circuito cerrado de 5036,025 km.
Volando desde Langley, el XB-15 llegó a Albrook Field en Panamá el 10 de abril de 1940, e inmediatamente comenzó pruebas secretas de bombardeo de las protecciones de las esclusas del canal, comandadas por Haynes e incluyendo al capitán Curtis LeMay como navegador y el teniente John B. Montgomery como bombardero. De 150 bombas lanzadas, sólo 3 alcanzaron el blanco: un búnker realizado especialmente que simulaba un cuarto de maquinaria reforzado. Los pocos impactos, sin embargo, originaron mejoras en el diseño de los búnkeres. A principios de mayo, Haynes y LeMay realizaron un vuelo de reconocimiento desde Panamá hasta las Islas Galápagos, incluyendo en la inspección la Isla Baltra. Haynes pilotó el XB-15 de vuelta a los Estados Unidos, dejando Panamá el 11 de mayo de 1940.
A finales de 1940, las armas defensivas del XB-15 fueron desmontadas en el Duncan Field en Texas. Fueron colocados asientos para que las tripulaciones que transportaban aviones del programa de Préstamo y Arriendo pudieran volver tras las entregas.

### Avión de carga

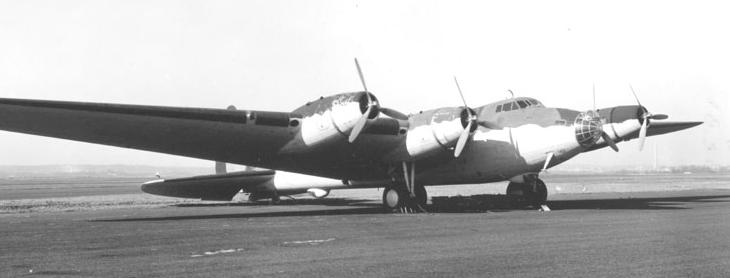
El XB-15 aparcado en una pista.

El 6 de mayo de 1943, las Fuerzas Aéreas del Ejército convirtieron el único prototipo en un transporte, siendo redesignado el avión como XC-105. Se le instaló un montacargas y fue equipado con puertas de carga. Su peso máximo cargado fue incrementado a 42 000 kg. Por la época, el avión fue apodado "Grandpappy" por los aviadores del 20th Troop Carrier Squadron. Ostentaba un arte de morro en el que se mostraba un elefante llevando en su lomo una gran caja donde ponía "suministros". Durante la Segunda Guerra Mundial, el XC-105 transportó carga y personal hacia y desde Florida, y a través del Mar Caribe, estando basado en Albrook Field a comienzos de 1943. Cientos de jóvenes fueron transportados por aire en el "Grandpappy" desde Miami hasta la Zona del Canal para trabajar para el gobierno estadounidense; estos viajes fueron apodados los "Georgia Peach Run". "Grandpappy" viajó a las Galápagos, aterrizando en la Isla Baltra en el mismo aeródromo construido tras el reconocimiento del XB-15 de mayo de 1940.
La tripulación de vuelo del "Grandpappy", reducida a seis hombres, describía el avión como difícil de volar y mantener. Dos fuegos y un fallo total del sistema eléctrico ocurrieron en el aire. El avión fue retirado el 18 de diciembre de 1944, y asignado al Panama Air Depot. En junio de 1945, se ordenó su desguace en Albrook Field en Panamá, siendo desmontados sus motores y partes interiores junto con el estabilizador vertical y el timón. El fuselaje restante fue depositado en el vertedero Diablo, una zona pantanosa al suroeste de la autopista, donde se fue perdiendo de vista lentamente. Los habitantes construyeron chozas sobre pilotes en el pantano, cubriendo los restos. El antiguo pantano es actualmente una zona industrial, con el "Grandpappy" por debajo.
Durante sus 18 meses de servicio de transporte, el XC-105 transportó más de 5200 pasajeros, 200 000 kg de carga y 43 000 kg de correo. Voló 70 viajes de carga y 60 misiones que incluyeron patrullas antisubmarinas. Inusualmente, la tripulación se refería al avión como "él".

## Variantes
XB-15 (Model 294)
Prototipo de bombardero pesado, uno construido.
XBLR-1
Cambio de designación como Bombardero de Largo Alcance, luego vuelto a designar XB-15.
XC-105
Designación final como avión de carga, con pequeñas modificaciones, uno convertido.

## Operadores
Estados Unidos
- Cuerpo Aéreo del Ejército de los Estados Unidos

2d Bombardment Group
- Fuerzas Aéreas del Ejército de los Estados Unidos

20th Troop Carrier Squadron

## Especificaciones
Referencia datos: Boeing Aircraft since 1916

### Características generales
- Tripulación: Diez
- Longitud: 26,7 m (87,6 ft)
- Envergadura: 45,4 m (149 ft)
- Altura: 5,5 m (18,1 ft)
- Superficie alar: 258,4 m² (2781,5 ft²)
- Peso vacío: 17 141 kg (37 778,8 lb)
- Peso máximo al despegue: 32 139 kg (70 834,4 lb)
- Planta motriz: 4× motor radial de catorce cilindros refrigerado por aire Pratt & Whitney R-1830-11.
  - Potencia: 634 kW (874 HP; 862 CV) cada uno.

### Rendimiento
- Velocidad máxima operativa (Vno): 317 km/h (197 MPH; 171 kt) [7] a 1500 m
- Velocidad crucero (Vc): 245 km/h (152 MPH; 132 kt) a 1800 m
- Alcance: 8259 km (4460 nmi; 5132 mi)
- Alcance en combate: 5474 km (2956 nmi; 3401 mi) [16]
- Techo de vuelo: 5760 m (18 898 ft)

### Armamento
- Ametralladoras: 

  - 3x Browning M1919 de 7,62 mm
  - 3x Browning M2 de 12,7 mm
- Bombas: 

  - 5400 kg

## Aeronaves relacionadas

### Desarrollos relacionados
- Boeing B-17 Flying Fortress
- Boeing Y1B-20
- Boeing 314, que usaba el diseño del ala del XB-15

### Aeronaves similares
- Martin XB-16
- Boeing Y1B-20

### Secuencias de designación
- Secuencia Numérica (interna de Boeing): ← 273 - 280 - 281 - 294 - 299 - 300 - 306 →
- Secuencia B-_ (Bombarderos del USAAC/USAAF/USAF, 1926-1962): ← B-12 - B-13 - B-14 - B-15 - B-16 - B-17 - B-18 →
- Secuencia BLR-_ (Bombardero de Largo Alcance del USAAC, 1935-1936): BLR-1 - BLR-2 - BLR-3
- Secuencia C-_ (Aviones de Carga del USAAC/USAAF/USAF, 1924-1962): ← C-102 - C-103 - C-104 - C-105 - C-106 - C-107 - C-108 →